# Wierden
Wierden (nederländsk lågsaxiska: Wierdn) är en stad och kommun i provinsen Overijssel i Nederländerna. Kommunens totala area är 95,39 km² (där 0,76 km² är vatten) och invånarantalet är på 24 538 invånare (2021).